# Филип Бругисер
Филип Бругисер (дан. Phillip Bruggisser; Редовре, 7. август 1991) професионални је дански хокејаш на леду који игра на позицији одбрамбеног играча. Члан је хокејашке репрезентације Данске. 